# David Kostuch
David Kostuch (ur. 11 sierpnia 1987 w Richmond Hill, Ontario) – kanadyjski hokeista pochodzenia polskiego.

## Życie prywatne
David Kostuch ma polskie korzenie, jego ojciec urodził się w Krakowie, a rodzina pochodzi z miejscowości Przebieczany. Posiada polskie i kanadyjskie obywatelstwo. Ma czterech braci - trzech starszych również uprawia hokej na lodzie. Kuzynem Kostucha jest Rafał Martynowski, także hokeista, od 2010 także zawodnik Cracovii. Jego narzeczona Rosana jest Włoszką.
Kostuch ukończył uczelnię o profilu ekologicznym. Po powrocie do Kanady pracował w firmie budowlanej. W tym czasie grał w hokeja w niższych ligach kanadyjskich.

## Kariera

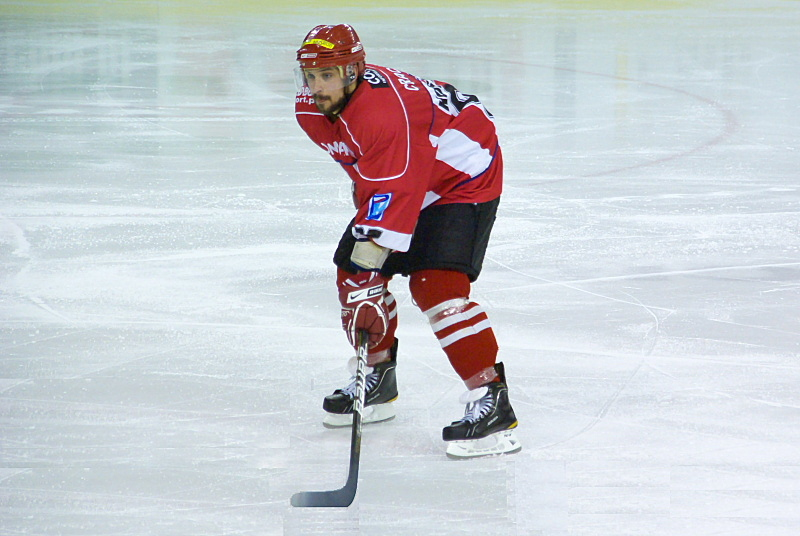
David Kostuch w barwach Cracovii (2012)

- Markham Waxers (2004–2008)
- Canisius College (2008–2010)
- Cracovia (2010–2011, 2012)

W listopadzie 2006 reprezentując Kanadę Wschodnią wystąpił w turnieju World Junior A Challenge 2006 (w składzie zespołu byli też m.in. Jordan Knox i Jeff Terminesi).
W lipcu 2010 zawodnik podpisał kontrakt z Cracovią. W połowie września 2011, po dwóch kolejkach sezonu 2011/12 Polskiej Ligi Hokejowej (w pierwszym meczu zdobył gola, w drugim zaliczył gola i asystę) nieoczekiwanie wyjechał z Krakowa, deklarując zakończenie kariery zawodniczej i chęć podjęcia pracy zawodowej. Według oświadczenia Cracovii przyczyną rezygnacji Kostucha było niespełnienie jego żądań finansowych przez klub.
13 lutego 2012, tuż przed końcem rundy zasadniczej PLH, wrócił do Cracovii z zamiarem dalszej gry w klubie w fazie play-off sezonu 2011/12. Uznał to wówczas jedynie za epizod i zadeklarował, że po sezonie zamierza powrócić do Kanady i pracy zadowowej, którą podjął w 2011. W trzecim wygranym meczu półfinałowym przeciwko Unii Oświęcim uzyskał hat-trick. W rywalizacji finałowej przeciwko Ciarko PBS Bank KH Sanok w trzech pierwszych spotkaniach zdobył w sumie 4 gole (jednak ostatecznie Cracovia przegrała finały w meczach 1:4).

## Sukcesy
Reprezentacyjne
- Srebrny medal World Junior A Challenge: 2006

Klubowe
- Złoty medal mistrzostw Polski: 2011 z Cracovią
- Srebrny medal mistrzostw Polski: 2012 z Cracovią

Indywidualne
- Najlepszy Pierwszoroczniak Atlantic Hockey: 2009
- Ekstraliga polska w hokeju na lodzie (2010/2011):
  - Drugie miejsce w klasyfikacji strzelców rundy zasadniczej: 28 goli
  - Piąte miejsce w klasyfikacji kanadyjskiej rundy zasadniczej: 47 punktów
- Puchar Polski w hokeju na lodzie 2011:
  - Pierwsze miejsce w klasyfikacji strzelców: 6 goli